# Ponte di Lemine
Il ponte di Lemine, imponente opera militare romana oltre che stradale, si trovava nelle immediate vicinanze dell'attuale Almenno San Salvatore in provincia di Bergamo. Non si hanno notizie certe sulla sua data di costruzione che, tuttavia, è stata fatta risalire all'epoca di Traiano.

## Il Pagus Lemennis
Lemine, un vasto comprensorio a occidente di Bergamo o più esattamente ad occidente del fiume Brembo, rivestiva una particolare importanza strategico-militare per Roma in quanto area di congiungimento con il territorio di Como e quindi con l'Europa centrale.
Questo territorio era, infatti, attraversato dalla strada militare che, passando per Bergamo, collegava il Friuli alla Rezia inserendosi così nella ragnatela stradale che faceva capo a Roma.

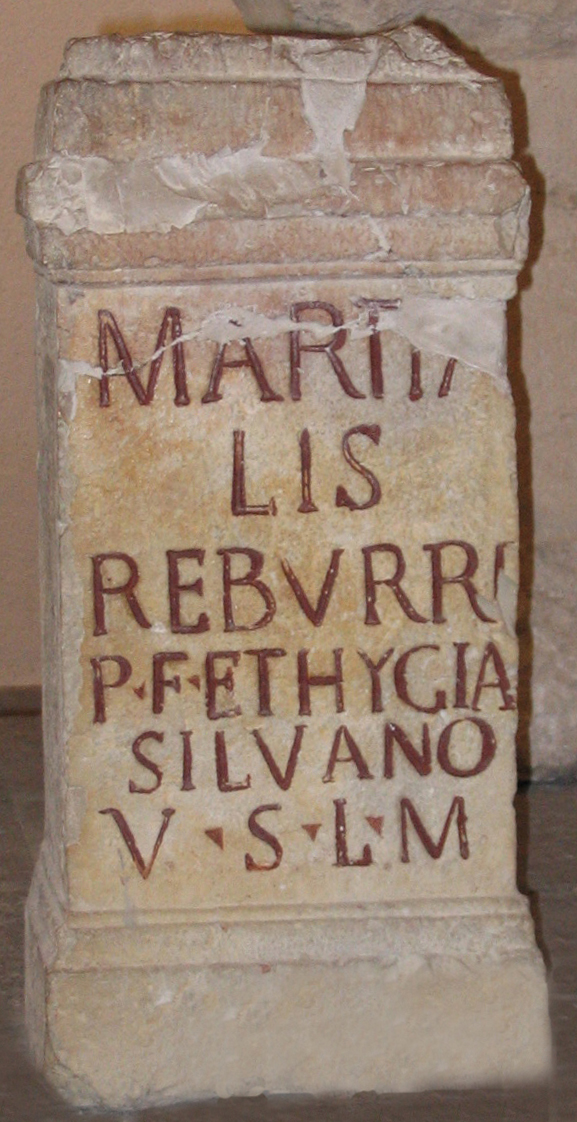
Ara al dio Silvano

Il punto più importante del segmento che interessava Lemine era costituito dal ponte con cui scavalcava il Brembo. Attorno a questa opera e a sua difesa i Romani costruirono diverse opere difensive, castra, che indussero inevitabilmente un'immigrazione e un aumento demografico che si sovrappose all'originaria popolazione costituita dai Galli Cenomani, tradizionali alleati di Roma.
Dell'insediamento romano rimangono numerose testimonianze archeologiche la più importante delle quali è un'ara dedicata al dio Silvano trovata proprio nell'area circostante il ponte.

## La strada
Questa strada militare che attraversava tutto il territorio di Lemine e di cui non rimane traccia è documentata dalla cosiddetta Tavola Peutingeriana
La strada usciva da Bergamo dalla porta di Sant'Alessandro e, dopo avere attraversato gli attuali territori di Valtesse, Petosino, Almè, Almenno San Salvatore, Almenno San Bartolomeo, Barzana raggiungeva Cisano Bergamasco per proseguire in direzione di Como. Un ramo usciva anche dalla Porta San Lorenzo
Il percorso successivo a Cisano è controverso: alcuni autori hanno sostenuto che dopo Cisano deviasse per la valle San Martino e, attraversati Calolziocorte e Vercurago, raggiungesse Lecco e quindi Como; altri invece hanno sostenuto che dopo Cisano continuasse per Brivio, scavalcandovi l'Adda, per raggiungere poi Como.
Questa seconda ipotesi appare la più logica e attendibile in quanto rappresenta il tragitto più breve e veloce per raggiungere Como, essenziale per una strada militare.

Nel 1271 è il documento che indica che il consiglio Generale di Bergamo mandò alcuni supervisori per il controllo dei piloni del ponte. La relazione indicava la necessità di intervenire per il suo consolidamento velocemente:
[…] cito et velociter […] ipsa pilla et ipse pons est ad magnum periculum et quod cito caderet in terram 

## Il ponte
Il punto nevralgico di questa strada, come si è visto, era costituito dal ponte, un'opera imponente e solida tanto da durare e svolgere la sua funzione fino al XV secolo.

Il ponte aveva una lunghezza di circa 184 metri, poggiava su otto arcate di cui sei avevano una corda di circa 15 metri e due di circa 21, un'altezza di oltre 24 metri e una larghezza di quasi 6 metri. Queste misure, per altro non certe in quanto calcolate sui ruderi superstiti, danno l'idea della struttura del ponte, 
(P. Manzoni, op. cit.)

Anche dopo la caduta dell'Impero romano d'Occidente il ponte mantenne la sua importanza, ora prevalentemente viaria, e continuò a essere usato per tutto il Medioevo come è provato dalle spese di manutenzione previste e imposte dagli statuti di Bergamo. Il suo crollo avvenne il 31 agosto 1493 a causa di un'eccezionale piena del Brembo che aveva colpito e devastato tutta la val Brembana. 
(A. Muzio, Theatrum, ex P. Manzoni, op, cit.)
Del ponte di Lemine, una volta orgoglio dell'architettura militare romana, sopravvivono pochi resti lapidei e il suo ricordo che, ironia della storia, lo ha tramandato con il nome di ponte della Regina attribuendone la costruzione alla regina longobarda Teodolinda.

## Il ponte della Regina
Dalla sua costruzione e per tutto il Medioevo il ponte di Lemine era conosciuto e denominato, nei diversi atti a noi pervenuti, con tale nome.
Un codice del 1493 lo descrive come [...] ponte di Almenno, fabbricato ha più di mill'anni certificandone così, fino a tale data, non solo il nome d'uso ma anche l'attribuzione della sua costruzione ai romani.
Solo dopo il suo crollo iniziò a essere indicato con il nome di ponte della Regina e questo senza alcuna spiegazione logica se non quella del mito e della credenza popolare che voleva tutti i resti di opere antiche come volute e create dai Longobardi o dai loro esponenti più prestigiosi.
Quando del ponte rimasero solo 
(B. Belotti, op. cit.)
Alcuni individuarono questa regina in Teodolinda altri in Teutperga, la moglie ripudiata del franco Lotario II, con una preferenza per la prima, tutti accomunati, però, nell'oblio della matrice romana dell'opera.
Ancora oggi per individuarne i resti occorre chiedere, agli organi del comune di Almenno San Salvatore come alla gente comune, del ponte della Regina e non altrimenti, tanto forte è stato ed è il mito.

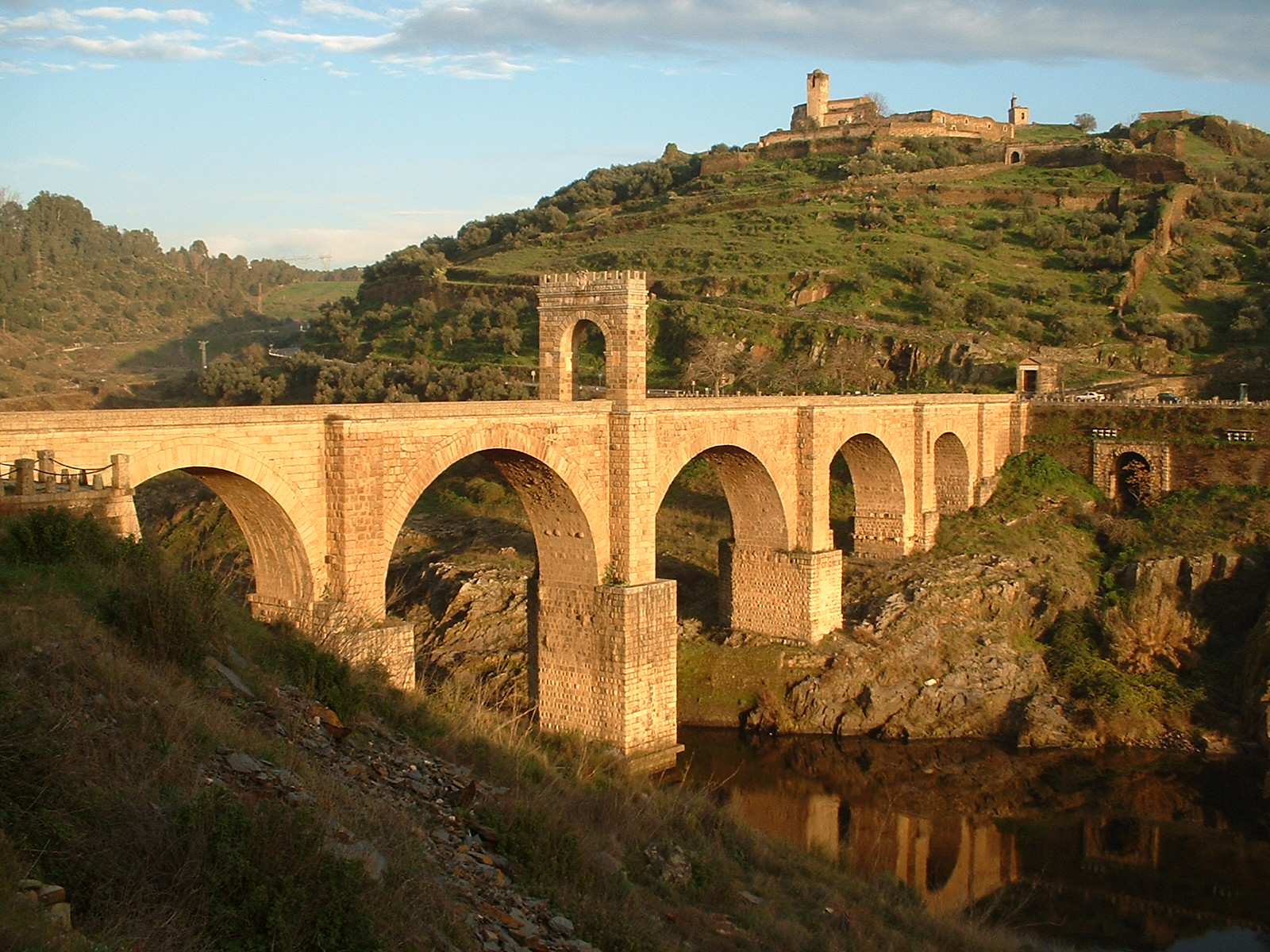
Il ponte di Alcántara, coevo al ponte di Lemine.